# CD19
Kháng nguyên B-lymphocyte CD19, còn được gọi là phân tử CD19 (Cụm biệt hóa 19), Kháng nguyên bề mặt tế bào lympho B B4, Kháng nguyên bề mặt tế bào TLeu-12 và CVID3 là một protein màng tế bào, ở người nó được mã hóa bởi gen CD19. Ở người, CD19 được biểu hiện trong tất cả các tế bào dòng B, trừ các tương bào và trong nang các tế bào tua. CD19 đóng hai vai trò quan trọng trong tế bào B của con người. Đầu tiên, CD19 có thể hoạt động như một "bộ điều hợp" protein để huy động protein truyền tín hiệu tế bào đến màng tế bào và thứ hai, CD19 có thể hoạt động trong phức hợp CD19/CD21 để giảm ngưỡng cho các con đường tín hiệu thụ thể tế bào B. Vì nó hiện diện trên tất cả các tế bào B, đây là một chỉ tiêu sinh học cho sự phát triển tế bào lympho B. CD19 cũng có thể sử dụng để chẩn đoán ung thư hạch và có thể được sử dụng làm mục tiêu cho các liệu pháp miễn dịch cho bệnh ung thư bạch cầu.

## Cấu trúc
Ở người, CD19 được mã hóa bởi gen 7,19 kilobase CD19 nằm trên vai ngắn của nhiễm sắc thể 16. Gen này chứa ít nhất mười lăm exon, bốn mã hóa cho miền ngoại bào và chín mã hóa các miền trong tế bào chất, với tổng số 556 amino acid. Các thử nghiệm cho thấy có nhiều phiên bản của mRNA; tuy nhiên, ta mới chỉ phân lập được hai trong số đó ở cơ thể.
CD19 là một glycoprotein xuyên màng I loại 95 kd trong họ siêu globulin (IgSF) với hai miền giống-Ig bộ C2 ở ngoại bào và một đuôi tế bào chất tương đối lớn, gồm 240 amino acid, được bảo tồn cao trong các loài động vật có vú.Miền giống-Ig bộ-C2 ngoại bào được chia thành một miền có tiềm năng liên kết với disulfide không-giống-Ig và các vị trí bổ sung carbohydrate với liên kết N. Đuôi trong tế bào chất chứa ít nhất chín chuỗi bên tyrosine gần đầu kết thúc C. Trong các chuỗi bên này, Y391, Y482 và Y513 được chứng minh là cần thiết đối với các chức năng sinh học của CD19. Phenylalanine thay thế cho tyrosine tại Y482 và Y513 dẫn đến sự ức chế phosphoryl hóa ở các tyrosine khác.